# Cracticus
Cracticus är släkte i familjen svalstarar inom ordningen tättingar. Det omfattar numera vanligen sex arter som förekommer i Australien samt på Nya Guinea med kringliggande öar:
- Svartryggig törnkråka (Cracticus mentalis)
- Grå törnkråka (Cracticus torquatus)
- Silverryggig törnkråka (Cracticus argenteus)
- Papuatörnkråka (Cracticus cassicus)
- Tagulatörnkråka (Cracticus louisiadensis)
- Svartvit törnkråka (Cracticus nigrogularis)

Tidigare inkluderades svart törnkråka (Melloria quoyi) i släktet. Tidigare placerades arterna i den egna familjen törnkråkor tillsammans med Strepera, Peltops och flöjtkråka (Gymnorhina tibicen). Allt oftare förs de tillsammans med svalstararna efter genetiska studier som visar att de är nära släkt.